# Er Hai
Der Er Hai (chinesisch 洱海, Ěr Hǎi) oder Erhai-See ist ein durch eine alpine Verwerfung entstandener See in der südwest-chinesischen Provinz Yunnan.
Der Erhai war früher auch bekannt als Yeyuze oder Kunming-See. Ein verbreiteter Übersetzungsfehler ist „Ohr-See“. Das chinesische Zeichen für „Ohr“ ist jedoch „耳“; das Zeichen „洱“ bezeichnet einen Eigennamen und kommt noch im Stadtnamen Pu’er vor.

## Geographie
Der Erhai liegt auf einer Höhe von 1.972 m über dem Meeresspiegel. In der Nord-Süd-Ausdehnung hat der See eine Länge von 40 km und die Ost-West-Breite beträgt etwa 7–8 km. Seine Fläche beträgt 250 km² und damit ist der Erhai der zweitgrößte Hochland-See von China, nach dem Dian-See bei Kunming. Sein Umfang beträgt 116 km, seine durchschnittliche Tiefe beträgt 11 m und die gesamte Speicherkapazität liegt bei 2,5 Milliarden m³.
Der See liegt eingebettet zwischen den Cangshan-Bergen im Westen und der Stadt Dali. Er beginnt bei Dengchuan an seinem nördlichen Ende und endet bei Xiaguan – der Neustadt von Dali – im Süden. Der Erhai erhält Wasser im Norden aus den Flüssen Miju und Mici, im Osten vom Bolou, sowie von kleineren Strömen aus dem Cangshan-Gebirge. Der Fluss Yangbi ist der Auslauf des Sees im Süden und er fließt schließlich in den Lancang Jiang (Mekong).

## Sehenswürdigkeiten
Das Seeufer kann durch Wanderungen erkundet werden. Sehenswert sind unter anderem der Erhai-Park und die Schmetterlings-Quelle am Westufer. Inseln auf dem See – darunter Ge Guanyin, Jinsuo, Nanzhao Fengqing und Xiaoputuo – können ebenso besucht werden.
Entlang der kaum befahrenen Ufer-Straße rund um den See (die 环海路), wurde ein Radfahrweg eingerichtet, auf dem der See von Dali aus umrundet werden kann.
Der See ist eine wichtige Nahrungsquelle für die einheimische Bevölkerung, die Bai, die berühmt sind für ihre Kormoranfischerei: Ihre trainierten Kormorane fangen die Fische und kehren mit ihnen zurück zu den Fischern. Durch Ringe um den Hals der Kormorane wird verhindert, dass sie die Fische verschlucken. Im Erhai lebt ferner eine große Vielfalt an Karpfen (Cyprinus), wobei auch endemische Arten (C. barbatus, C. daliensis und der Frühling-Fisch C. longipectoralis) gefunden wurden.
Unweit des südlichen Westufers befindet sich der Chongsheng-Tempel, berühmt für seine drei Pagoden.

## Bilder

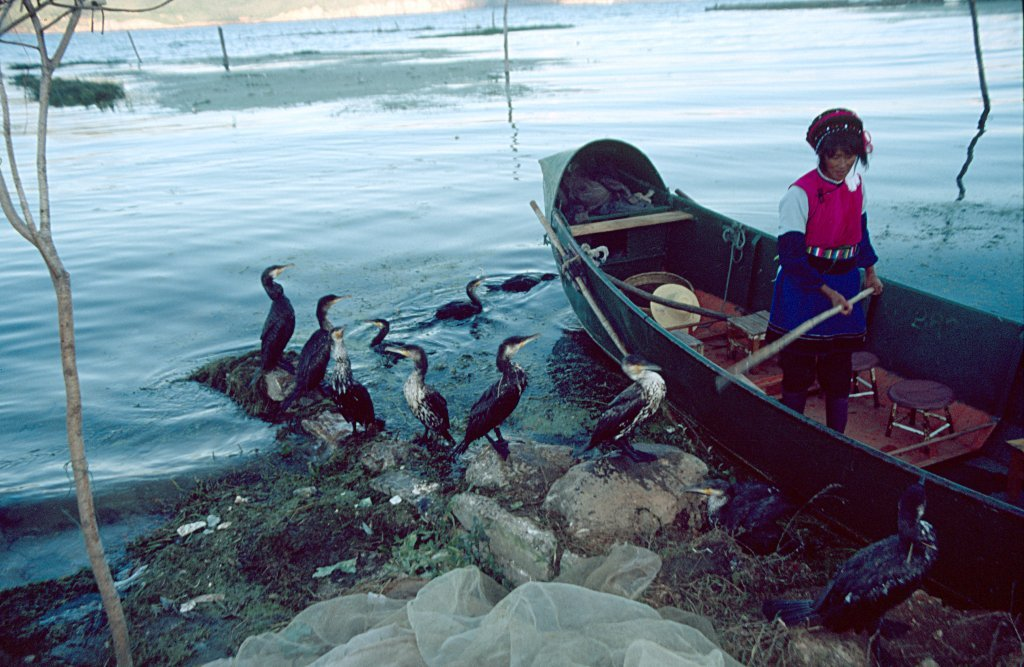
Kormoran-Fischer auf dem Erhai-See
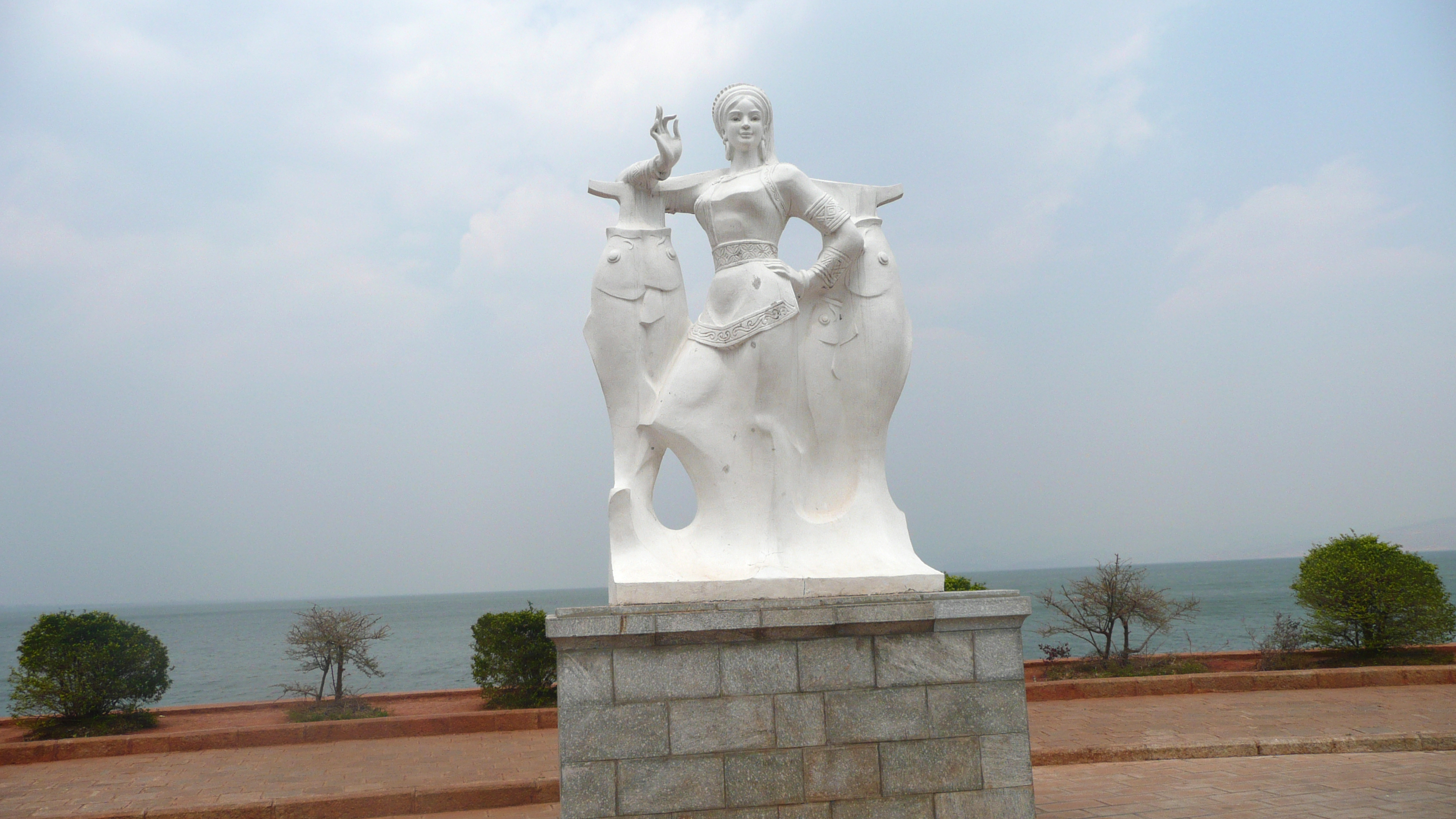
Das Fischer-Mädchen am Südufer